# Манос Захариас
Манос Захариас (греч. Μάνος Ζαχαρίας, настоящее имя Эммануил Спирос, греч. Εμάνουελ Σπύρος; род. 9 июля 1922 года, Афины, Греция) — советский и греческий актёр театра и кино, кинорежиссёр  и сценарист. Политический эмигрант. Член КПГ с 1941 года.

## Биография
Эммануил Спирос родился 9 июля 1922 года в греческом городе Афины. В 1945 году он окончил актёрский факультет Афинской театральной студии. В 1948 году окончил режиссёрский факультет института кинематографии в Париже. Кроме того, он учился в Ташкентском театрально-художественном институте. В 1959 году окончил режиссёрские курсы при киностудии «Мосфильм» (мастерская А. П. Довженко).
Во время Второй мировой войны был членом Единой всегреческой организации молодёжи. В 1946 году принимал участие в Гражданской войне в Греции.
Его актёрская и трудовая деятельность началась в 1944 году. С 1944 года по 1945 год он играл в демократических театрах Греции. С 1948 по 1949 годы воевал в рядах Демократической армии Греции где создал кинематографическую группу. В 1949 году в Греции снял короткометражный фильм «Память о детях Греции» (1949). По политическим мотивам эмигрировал в СССР.
С 1949 года по 1956 год работал режиссёром и актёром театра греческих политэмигрантов в Ташкенте. В этот же период (1954—1956) преподавал театральное мастерство в Ташкентском театральном институте. С 1958 года является режиссёром «Мосфильма».
В 1980 году вернулся в Грецию, став директором департамента культуры. С 1987 года являлся президентом Киноцентра Греции, с 1994 года возглавлял управление европейскими проектами ERT SA.
В 2004 и 2008 годах на МКФ в Салониках состоялась ретроспектива его фильмов.
В 2005 году греческий режиссёр Стелиос Харамамбопулос снял документальный фильм о жизни и творчестве Захариаса.
Захариас выпустил книгу мемуаров «Манос Захариас: Память путешественника».
Член КПГ с 1941 года.

## Фильмография

### Режиссёр
- 1959 — Утренний рейс (короткометражный)
- 1960 — Ловцы губок
- 1961 — Ночной пассажир (короткометражный)
- 1963 — Конец и начало
- 1966 — Я солдат, мама
- 1968 — Каратель
- 1970 — Город первой любви (киноальманах)[3][4]
- 1972 — На углу Арбата и улицы Бубулинас
- 1974 — Кто ответит? (короткометражный)
- 1976 — Псевдоним: Лукач (СССР, Венгрия)[5]

#### Прочее
- 1958 — Шли солдаты (2-й режиссёр)

### Сценарист
- 1959 — Утренний рейс (короткометражный, по рассказу Менелая Лудемиса)

### Актёр
- 1958 — Филиппинец и пьяный (к/м) — филиппинец
- 1959 — Тоже люди (к/м) — французский офицер
- 1961 — Ночной пассажир (к/м) — алжирец
- 1964 — До завтра
- 1969 — Каратель — священник (дублирует Юрий Горобец)